# Bánréve
Bánréve is een plaats (község) en gemeente in het Hongaarse comitaat Borsod-Abaúj-Zemplén. Bánréve telt 1454 inwoners (2001).